# Guadiamar
El río Guadiamar es un río que discurre por el sur de España, concretamente en la provincia de Sevilla, en la región de Andalucía. El Guadiamar es el último de los grandes afluentes que recibe el río Guadalquivir por su margen derecha, antes de su desembocadura en el océano Atlántico.

## Geografía
El río Guadiamar nace en Sierra Morena, cerca del municipio de El Castillo de las Guardas en la provincia de Sevilla. Pasa luego por los términos municipales de Gerena, Sanlúcar la Mayor, Olivares,  Benacazón, Aznalcázar —donde está el famoso vado de Quema, por el que miles de peregrinos cruzan el río Guadiamar cada año durante la romería de El Rocío— y acaba uniéndose al río Guadalquivir a la altura del municipio de Isla Mayor cerca del parque nacional de Doñana.
La cuenca del Guadiamar puede ser dividida en tres grandes áreas de acuerdo a los componentes paisajísticos. En primer lugar Sierra Morena, la más al norte, dominada por dehesas de encinas combinadas con zonas de pastos y matorral y completado con repoblaciones de pinos y eucaliptos. En segundo lugar, entre Sierra Morena y la marisma, el río recorre una gran extensión llana o suavemente ondulados que conforman la campiña y el Aljarafe, que tiene como elementos más característicos los olivares y los cultivos herbáceos, por último más al sur, se encuentran las marismas. Sus principales afluentes son el río Agrio y el arroyo Ardachón.

## Historia
El nombre con que lo llamaron los romanos fue Maenuba. En aquella época el río era navegable hasta cierta altura por lo menos en invierno. También fue conocido como Maenoba, Menova, Lenuba y Lenubar, lo que podría indicar que el término latino fue adaptación de uno prerromano. Sin embargo, una etimología indoeuropea ha sido propuesta: *maino- "encharcado, pantanoso" y *uba "agua". Su nombre árabe durante la Edad Media fue Wadi Yanbar, del que se derivó el hidrónimo español actual Guadiamar. En árabe, Wadi (وادي) significa "río", mientras que la etimología de Yanbar es incierta, si bien podría ser una adaptación de Maenuba, a través de (m)ien(u)ba.
Se localizan, perdidas entre la tierra de labor roturada, multitud de villas romanas encontrándose monedas, piedras de telares, tuberías de plomo, etc. En el siglo I a. C. se había construido el acueducto de Itálica, con origen en la zona de Gerena y destino la ciudad de Itálica. Durante la ampliación de esta ciudad se construyó otro acueducto con origen en Tejada y que sustituyó al primitivo por su mayor caudal y mejores aguas. A la altura de Aznalcázar se encuentran los restos de un puente romano. 37°18′16″N 6°15′29″O / 37.304441, -6.258117

### Desastre medioambiental de Aznalcóllar
En 1998 el río Guadiamar fue escenario de la mayor catástrofe ambiental de España: la rotura de una balsa de residuos en la mina de Aznalcóllar produjo el vertido al río de seis millones de toneladas de barro tóxico y aguas ácidas, ricas en cinc y arsénico. El vertido estuvo muy cerca de alcanzar el parque nacional de Doñana; para evitarlo, se construyeron tres diques con los que se desvió el cauce del río Guadiamar. Los trabajos para retirar el lodo y limpiar las tierras contaminadas duraron más de tres años. Una vez retirados los lodos contaminados y limpiada la zona se expropió parte de los terrenos afectados por el vertido para protegerlo mediante la figura ambiental «Corredor Verde del Guadiamar». La siguiente fase consistió en la regeneración ambiental y económica de la zona.
La empresa sueco-canadiense Boliden-APIRSA, propietaria de la mina, abandonó poco después la explotación. En 2008 se conmemoró el décimo aniversario de la catástrofe con una gran exposición en Sevilla que mostró los datos pormenorizados del accidente minero y la rehabilitación posterior de la zona. La exposición fue organizada por el Consejo Superior de Investigaciones Científicas, que en su día fue el organismo encargado de coordinar todos los trabajos de investigación que facilitaron la recuperación de ese espacio.

### Recuperación del curso del río Guadiamar
La obstaculización del cauce fluvial producida por numerosas barreras físicas procedentes de obras civiles rompieron durante años la continuidad de las aguas, lo que repercutía negativamente en las poblaciones de ictiofauna del Guadiamar. A finales de 2020, se inició un proyecto centrado en la demolición de barreras inservibles u obsoletas que obstaculizaban el río y la permeabilización de aquellas otras que no convenía eliminar. Se ha actuado sobre diez de las barreras identificadas en un tramo de 59 km, desde el nacimiento del río en las estribaciones de Sierra Morena hasta su desembocadura en el río Guadalquivir.

## Fauna
En el corredor ecológico formado por el río Guadiamar se pueden encontrar mamíferos de mediano y gran tamaño, como el jabalí, el ciervo común, la gineta, el meloncillo, el tejón, la garduña, la nutria europea, el turón europeo y el gato montés europeo. La presencia de estos mamíferos es más frecuente en las zonas con más cobertura arbustiva, mientras que se reduce en zonas con tierras de cultivo gestionadas de manera intensiva y en zonas con mayor actividad humana.